# 恩人
| ウィキペディアには「恩人」という見出しの百科事典記事はありません（タイトルに「恩人」を含むページの一覧/「恩人」で始まるページの一覧）。 代わりにウィクショナリーのページ「恩人」が役に立つかもしれません。 |